# Тихвинска греда
Тихвинска греда (рус. Тихвинская гряда) моренско је узвишење у виду побрђа у оквиру знатно пространије целине Валдајског побрђа (његова северозападна микроцелина). Налази се на северозападу европског дела Руске Федерације, односно на југоистоку Лењинградске и североистоку Новгородске области.
Максимална надморска висина на овом подручју достиже до 280 метара. Област је богата наслагама каменог угља и боксита. У највежем делу греда је обрасла четинарским боровим шуамама, а знатан део је и под ораницама.

## Видети
- Валдајско побрђе
- Новгородска област
- Лењинградска област